# Référendum polonais de 2023
Le référendum polonais de 2023 est organisé le 15 octobre 2023 afin de permettre à la population polonaise de se prononcer sur quatre questions. Sont ainsi concernés la vente de compagnies publiques à des entités étrangères, l'augmentation de l'âge légal de départ à la retraite à 67 ans, le démantèlement de la clôture située à la frontière entre la Biélorussie et la Pologne, et le récent mécanisme d'accueil des réfugiés par l'Union européenne.
L'ensemble de ces questions sont mises en avant par le gouvernement Morawiecki II dans le but explicite de les voir rejetées par les électeurs. Le référendum concerne en effet des positions impopulaires que le parti Droit et justice (PiS) attribue à ses adversaires politiques, de manière à galvaniser ses propres électeurs dans le contexte des élections parlementaires organisées le même jour. Le référendum fait en retour l'objet d'un appel au boycott de la part de l'opposition.
Les quatre questions recueillent une écrasante majorité des votes contre, mais échouent à franchir le quorum de participation de 50 %. Les résultats ne sont par conséquent pas légalement contraignants.

## Contexte

### Gouvernement Morawiecki

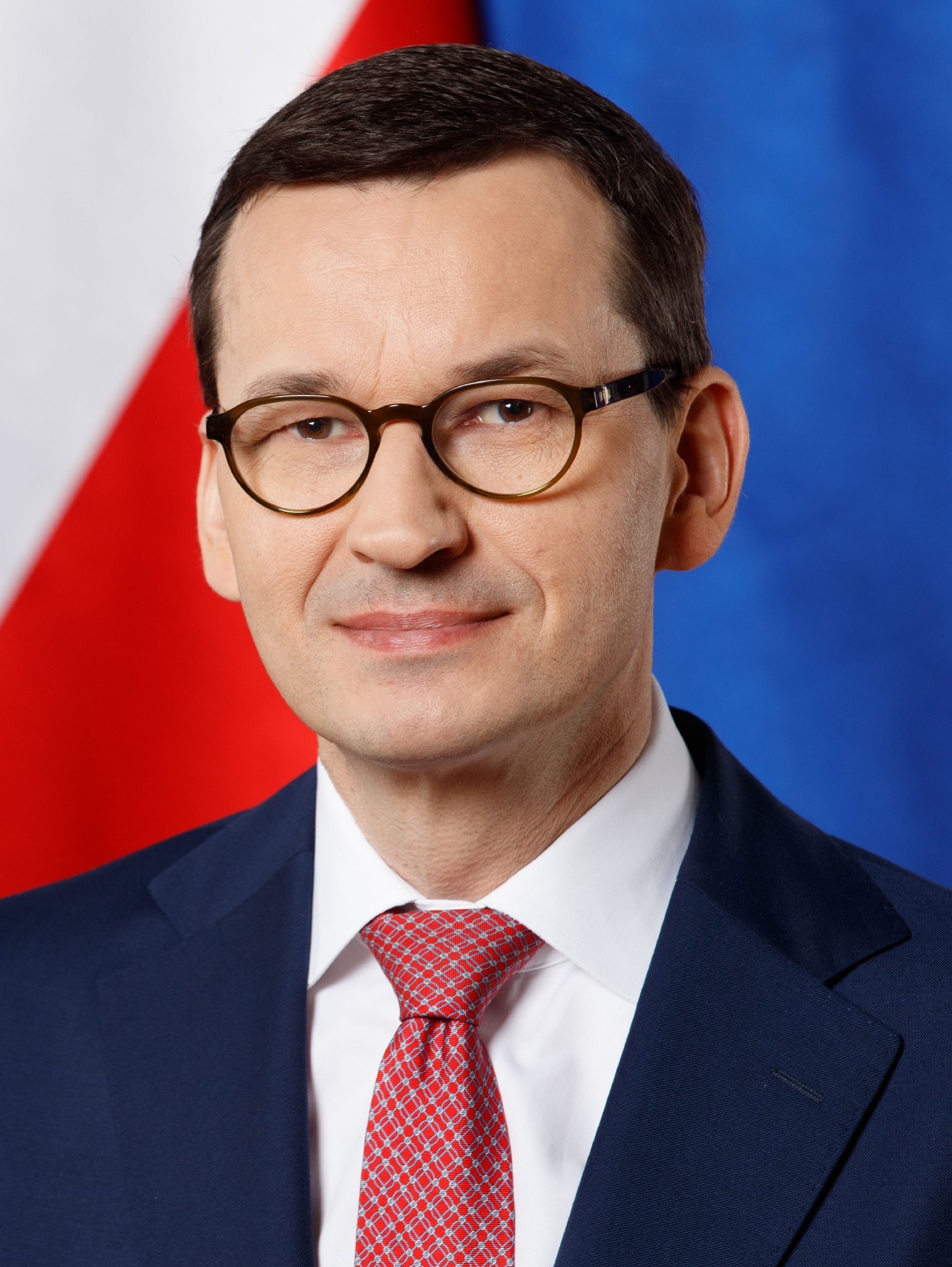
Mateusz Morawiecki

Au pouvoir depuis les élections parlementaires d'octobre 2015, le parti Droit et justice (PiS) est reconduit quatre ans plus tard au sein de la coalition Droite unie, tandis que l'un de ses membres, Andrzej Duda remporte la présidence de la République en 2015 et 2020.
Alliant des positions très conservatrices à une politique sociale ayant conduit à la mise en place d'un État-providence, le PiS obtient en 2019 le pourcentage de voix le plus élevé jamais obtenu par une formation à des élections parlementaires depuis le retour de la démocratie. Son président, Jarosław Kaczyński, assoit depuis sa position d'homme fort du pays, sans pour autant occuper de poste gouvernemental, laissant celui de président du Conseil des ministres à Mateusz Morawiecki, qui dirige depuis 2017 le gouvernement,,.
Le principal parti d'opposition, Plate-forme civique, est à la tête de plusieurs formations réunies au sein de la Coalition civique sous la direction de Donald Tusk, ancien chef du gouvernement de 2007 à 2014, et président du Conseil européen de 2014 à 2019. La Coalition civique est marquée par des positions très europhiles là où le gouvernement polonais, bien qu'atlantiste, fait preuve d'une large défiance vis-à-vis de l'Union européenne (UE).
Si le PiS maintient sa position de favori, l'opposition connait une hausse à l'approche des élections de 2023. Historiquement libérale bien que désormais allié à des partis l'ayant fait basculer vers le centre gauche, la Plate-forme civique s'est distancé d'un programme économique qui promettait la privatisation des entreprises du secteur public. Le passage de Donald Tusk à la tête du gouvernement l'avait par ailleurs vu relever de 65 à 67 ans l'âge de départ à la retraite pour les hommes, et de 60 ans à 67 pour les femmes. La réforme, destinée à s'échelonner jusqu'en 2040, est annulée par Droit et Justice à son retour au pouvoir en 2016. Ces antécédents servent en 2023 d'arguments électoraux pour le gouvernement. Ayant au contraire fait campagne avec un programme social sur le thème de la « Pologne solidaire », ce dernier agite chez l'électorat le risque en cas de victoire de la Coalition civique d'une mise en place de ces mesures impopulaires,,. En 2023, le PiS accuse directement Donald Tusk d'être soumis à des intérêts étrangers, notamment de l'Allemagne, accusée de favoriser son accession au pouvoir pour permettre l'acquisition des biens publics polonais. L'opposition dément vigoureusement ces accusations, accusant en retour le gouvernement de faire du népotisme en récompensant ses alliés par l'attribution de postes à haute rémunération dans les directions de ces entreprises publiques,.

### Frontière biélorusse

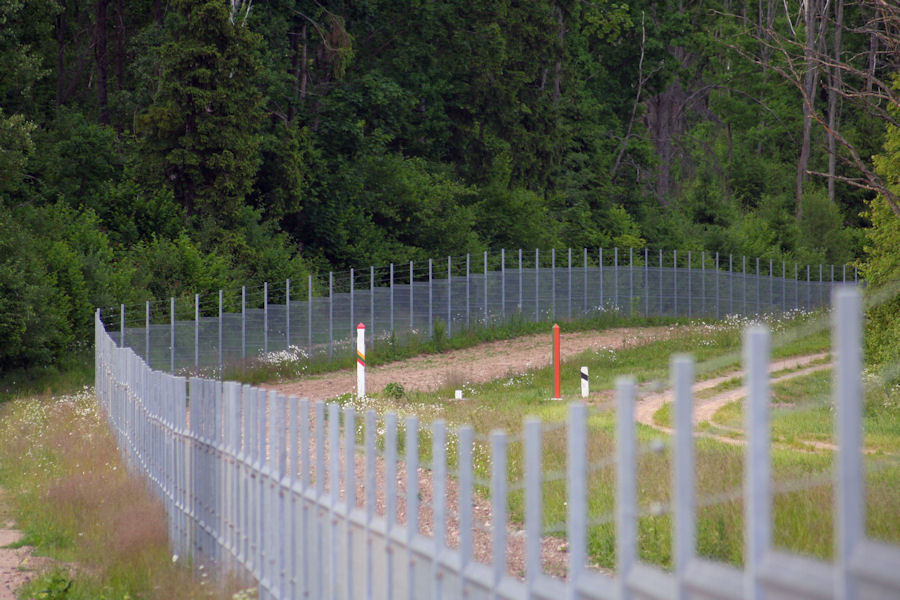
Segment de la clôture construite par les gouvernements lituanien, polonais et letton.

A partir de novembre 2021, la Pologne, la Lituanie et la Lettonie sont confrontées à l'afflux massif de migrants du Moyen-Orient et d'Afrique à travers leurs frontières avec la Biélorussie, dans le contexte de grave détérioration des relations entre la Biélorussie et l'Union européenne. A l'origine de cette crise frontalière, le dirigeant biélorusse Alexandre Loukachenko, allié de la Russie de Vladimir Poutine, entreprend ainsi de faire venir les migrants en grand nombre par vols charter avant de les conduire jusqu'à ses frontières. Décrite comme une guerre hybride par le biais d'une traite des êtres humains menée par la Biélorussie contre l'Union européenne, cette tentative de déstabilisation aboutit à la construction par ces trois pays membres d'une clôture à leur frontière avec la Biélorussie,. Le refoulement des migrants provoque cependant des critiques de la part de la Cour européenne des droits de l'homme ainsi que d'ONG telles qu'Amnesty International, qui jugent que la Pologne et la Lituanie violent les droits des migrants en limitant l'accès des demandeurs d'asile sur leur territoire,.
L'invasion de l'Ukraine par la Russie en février 2022 envenime davantage encore les relations de la Pologne, membre de l'OTAN et soutien affirmé de l'Ukraine, avec son voisin biélorusse, qui permet en juillet 2023 aux mercenaires du groupe Wagner de s'approcher de la frontière polonaise dans le but affirmé d'y mener des incursions. Ces évènements conduisent le gouvernement Morawiecki à envoyer des unités militaires à sa frontière, tandis que le président russe menace de représailles en cas d'« agression contre la Biélorussie »,.

### Gestion européenne de la crise migratoire

Demandes d'asile dans les États membres de l'UE et de l'AELE en 2015, selon Eurostat

L'Union européenne est confrontée en parallèle depuis 2015 à une crise migratoire du fait de l'arrivée massive de migrants en provenance d'Afrique, du Moyen-Orient et d'Asie du Sud via la mer Méditerranée et les Balkans, provoquant l'une des plus importantes crises migratoires de son histoire contemporaine.
La pression migratoire très inégale subie par les pays européens conduit l'UE à conclure début juin 2023 un « Pacte migration et asile ». Basé sur la solidarité des États membres vis-à-vis des pays les plus impactés, l'accord vise à relocaliser entre 30 000 et 120 000 demandeurs d'asile chaque années vers d'autres États membres en échange d'une reconduite systématique des personnes vers le premier pays d'arrivée. Chaque État membre reste libre de définir les pays tiers qu’ils jugent sûrs afin d'y renvoyer les déboutés du droit d’asile. Les pays refusant de prendre en charge leur « quota » sont soumis au versement d'une compensation financière de 20 000 euros par personne refusé. Le montant total de l'amende pour la Pologne en cas de refus de la totalité des migrants qui lui sont attribués s'élèverait ainsi à environ 40 millions d'euros. Ces dispositions provoquent une vive opposition des gouvernements polonais et hongrois, qui avaient voté contre. S'insurgeant contre une nouvelle politique migratoire qu'il qualifie d'allemande, Mateusz Morawiecki va jusqu'à qualifier le pacte de « diktat qui vise à changer la culture européenne », déclarant que « Nous, Polonais, savons parfaitement ce qu'est la compassion et la solidarité. Personne ne nous apprendra la solidarité, et surtout pas les Allemands ». Le gouvernement polonais met ainsi en avant l'accueil par son pays de plus d'un million de réfugiés ukrainien fuyant la guerre déclenchée un an plus tôt, sans être pris en compte par le pacte migratoire,,,.
La politique migratoire se retrouve rapidement au cœur de la campagne électorales pour les élections du 15 octobre, le PiS diffusant notamment des clips de campagne montrant des images d'émeutes urbaines accompagnées du slogan « Voulez-vous que cela se produise également en Pologne ? Voulez-vous cesser d'être les maîtres de votre propre pays ? ».

## Objets

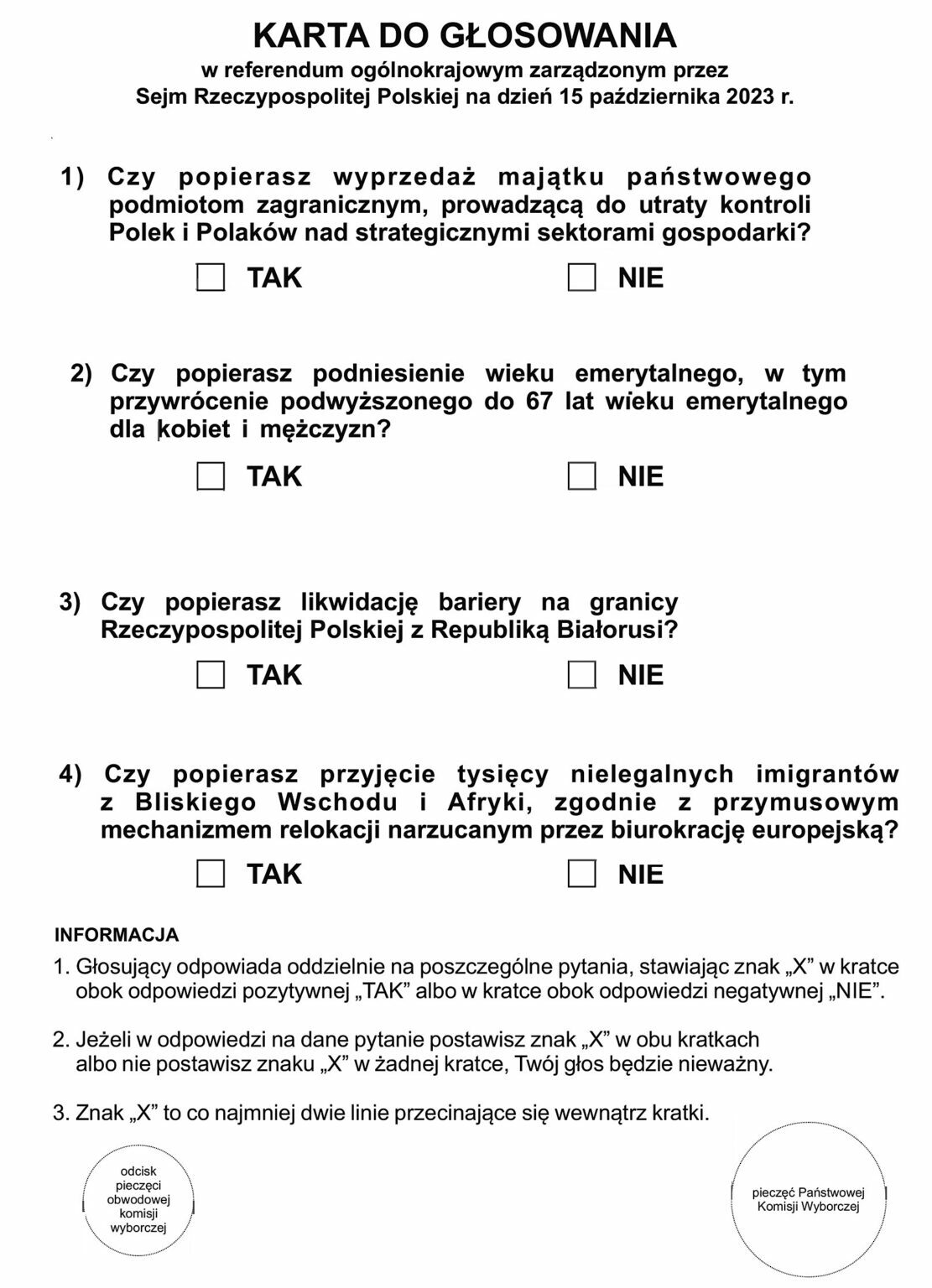
Bulletin de vote utilisé

Proposées dès la mi-juillet, les questions soumises à référendum sont officiellement annoncées le 13 août par le président du Conseil. Le gouvernement entreprend préalablement le vote d'une modification de la loi électorale permettant la tenue du référendum à la même date et aux mêmes horaires que les élections parlementaires du 15 octobre. La coalition du PiS disposant d'une majorité à la Diète, le projet de loi y est votée le 7 juillet par 243 voix pour et 209 contre. Le Sénat, où l'opposition est majoritaire, vote contre le projet le 28 juillet. Le rejet par les sénateurs force la Diète à un second vote le 16 août. Le projet est à nouveau approuvé par 234 voix pour, 209 contre et 10 abstentions, la chambre basse ayant le dernier mot en cas de désaccord entre les deux chambres en la matière. Le lendemain 17 août, conformément à l'article 125.2 de la Constitution, la Diète vote seule la convocation du référendum par 234 voix pour, 210 contre et 7 abstentions,,.
La formulation des questions ainsi que la convocation même du référendum sont critiquées comme étant un épouvantail destiné à mobiliser et galvaniser l'électorat du PiS par un procédé populiste. Le gouvernement met en effet en place un vote populaire sur des positions qui ne sont pas les siennes mais celles — réelles ou supposées — de ses opposants politiques, dans le but de les voir largement rejetées par l'électorat. La méthode employée est comparée à celle du gouvernement hongrois de Viktor Orbán lors du référendum sur l'éducation sexuelle des mineurs en matière d'homosexualité et de transidentité, organisé le même jour que les élections législatives d'avril 2022,,,.
Quatre questions sont soumises au vote, : 
- Soutenez-vous la vente des biens de l’État à des entités étrangères, conduisant à la perte du contrôle par les polonais de secteurs stratégiques de l'économie ?
- Soutenez vous une augmentation de l'âge de départ à la retraite à 67 ans pour les hommes et les femmes ?
- Soutenez-vous l'admission de milliers d'immigrants illégaux du Moyen-Orient et d'Afrique dans le cadre du mécanisme de relocalisation forcée imposé par la bureaucratie européenne ?
- Soutenez-vous le retrait de la barrière située à la frontière de la Pologne avec la Biélorussie ?

Si la majorité absolue des suffrages exprimés est nécessaire pour valider une proposition, le référendum n'est cependant légalement contraignant que si la participation franchit le quorum de participation de 50 % du total des inscrits sur les listes électorales, comme imposé par l'article 125 de la Constitution.

## Résultats

### Privatisations
| Choix                     | Votes      | %     |  |
| ------------------------- | ---------- | ----- |  |
| Pour                      | 394 704    | 3,51  |  |
| Contre                    | 10 857 496 | 96,49 |  |
|                           |            |       |  |
| Votes valides             | 11 252 200 | 93,13 |  |
| Votes blancs et invalides | 830 388    | 6,87  |  |
| Total                     | 12 082 588 | 100   |  |
| Abstention                | 17 450 007 | 59,09 |  |
| Inscrits/Participation    | 29 532 595 | 40,91 |  |
| Quorum de participation   | 50 %       | 50 %  |  |

### Départ à la retraite à 67 ans
| Choix                     | Votes      | %     |  |
| ------------------------- | ---------- | ----- |  |
| Pour                      | 608 254    | 5,39  |  |
| Contre                    | 10 675 211 | 94,61 |  |
|                           |            |       |  |
| Votes valides             | 11 283 465 | 93,39 |  |
| Votes blancs et invalides | 799 123    | 6,61  |  |
| Total                     | 12 082 588 | 100   |  |
| Abstention                | 17 450 007 | 59,09 |  |
| Inscrits/Participation    | 29 532 595 | 40,91 |  |
| Quorum de participation   | 50 %       | 50 %  |  |

### Retrait de la barrière frontalière
| Choix                     | Votes      | %     |  |
| ------------------------- | ---------- | ----- |  |
| Pour                      | 445 270    | 3,96  |  |
| Contre                    | 10 808 410 | 96,04 |  |
|                           |            |       |  |
| Votes valides             | 11 253 680 | 93,14 |  |
| Votes blancs et invalides | 828 908    | 6,86  |  |
| Total                     | 12 082 588 | 100   |  |
| Abstention                | 17 450 007 | 59,09 |  |
| Inscrits/Participation    | 29 532 595 | 40,91 |  |
| Quorum de participation   | 50 %       | 50 %  |  |

### Pacte migratoire européen
| Choix                     | Votes      | %     |  |
| ------------------------- | ---------- | ----- |  |
| Pour                      | 360 803    | 3,21  |  |
| Contre                    | 10 878 863 | 96,79 |  |
|                           |            |       |  |
| Votes valides             | 11 239 666 | 93,02 |  |
| Votes blancs et invalides | 842 922    | 6,98  |  |
| Total                     | 12 082 588 | 100   |  |
| Abstention                | 17 450 007 | 59,09 |  |
| Inscrits/Participation    | 29 532 595 | 40,91 |  |
| Quorum de participation   | 50 %       | 50 %  |  |

## Conséquences
L'appel au boycott de l'opposition conduit à un rejet massif des quatre propositions, sur lesquelles votent essentiellement les partisans du gouvernement de Droit et justice (PiS). Le boycott a cependant pour effet d'abaisser drastiquement le taux de participation par rapport aux élections parlementaires organisées le même jour. Si ces dernières connaissent une participation record de plus de 74 % des inscrits, ce taux s'effondre à 40 % pour le référendum, soit en deçà du quorum de 50 % exigé pour que les résultats soient légalement contraignants. Les élections voient par ailleurs la victoire de l'opposition, mettant fin à huit ans de gouvernement du PiS.